# Arméniens d'Iran
 (décembre 2018).
Si vous disposez d'ouvrages ou d'articles de référence ou si vous connaissez des sites web de qualité traitant du thème abordé ici, merci de compléter l'article en donnant les références utiles à sa vérifiabilité et en les liant à la section « Notes et références ».
Les Arméniens d'Iran (en arménien : Իրանահայ ou Պարսկահայ) forment l'une des branches les plus anciennes et influentes de la diaspora arménienne moyen-orientale. On recense aujourd'hui environ 202 500 Arméniens en Iran. La communauté est concentrée principalement à Téhéran, ainsi que dans les environs d'Ispahan (par exemple le quartier de La Nouvelle-Djolfa avec 10 à 12 000 Arméniens en 1998) et à Chahinchahr. On en retrouve aussi dans le Nord-Ouest du pays, zone historiquement arménienne.
Très actifs durant la révolution économique du pays aux XIXe et XXe siècles, ils émigrent en nombre en Amérique du Nord (États-Unis et Canada) et en Europe (France, Grande-Bretagne et Pays-Bas) après la révolution iranienne. Ils demeurent tout de même la plus importante communauté chrétienne d'Iran, qu'ils composent majoritairement, la seconde étant est celle des Assyro-chaldéens.
Ils appartiennent à l'Église Apostolique et disposent de trois diocèses dans les villes d’Ispahan, de Téhéran et de Tabriz.
Ils possèdent deux sièges réservés au Parlement de la république islamique d'Iran. Les 202 500 Arméniens recensés en Iran en 2011 sont Chrétiens, mais en comptabilisant les Arméniens Musulmans d'Iran, il y aurait plus de 600 000 Arméniens en Iran.

## Histoire

### La première vague d'immigration auXVIIesiècle
Les Arméniens sont présents en Iran depuis des siècles mais ils se sont installés durablement en Perse dès le XVIIe siècle du fait de la contre-offensive ottomane.
L'Arménie est considérée comme une voisine proche de l'Iran et ce pays a été une province de l'Empire perse sous plusieurs dynasties, notamment les Achéménides, représentants du premier empire perse, jusqu'au début du XIXe siècle.
Effectivement, durant la période de 1603 à 1605, le chah de Perse Abbas Ier (1588-1629) a mené une campagne en Azerbaïdjan contre l'avancée de l'empire Ottoman. Durant cette campagne, plusieurs populations sont déplacées, notamment les populations géorgiennes et arméniennes. La justification de ces déplacements de populations par le chah résidait dans le fait que celles-ci devaient être protégées des pogroms ottomans, mais il s'agissait également pour le dirigeant perse, d'ériger sa capitale, Ispahan.
La majorité des Arméniens déplacés se regroupent alors dans La Nouvelle-Djolfa (en arménien Նոր Ջուղա). Ce quartier arménien d'Ispahan a été créé par Abbas Ier en 1606 et est alors localisé sur la rive sud de la rivière Zayandeh Roud. Ce quartier est ainsi appelé pour rappeler la ville de Djolfa, située à la frontière de la république d'Azerbaïdjan et ville d'origine de nombreux déportés arméniens. Quand l'Empire perse s'est montré moins tolérant envers les Chrétiens, une partie de cette communauté s'est exilée à Madras (sud-est de l'Inde). C'est là que sera publié en 1773 Le Piège de l'orgueil, un projet de constitution pour une future république d'Arménie, un texte qui jouera un rôle de premier plan dans l'essor du nationalisme arménien.

### La deuxième vague d'immigration auXXesiècle
La communauté arménienne d'Iran déjà installée depuis plusieurs siècles a vu l'arrivée d'une nouvelle diaspora arménienne. Ce déplacement massif de populations s'est produit du fait de la révolution soviétique mais également les massacres perpétrés par les Turcs.

### Le génocide arménien
Le génocide arménien a débuté le 24 avril 1915, lorsque 600 notables arméniens ont été tués à Constantinople, capitale de l'Empire ottoman. Ces assassinats ont marqué le début d'un génocide massif de la population arménienne au sein de l'empire turc. Les Arméniens ont également été victimes de déportations importantes vers le désert syrien, appartenant à l'empire turc.
Les origines de ce génocide revêtent une dimension religieuse et ethnique. Effectivement, ce génocide s'est déroulé en pleine Première Guerre mondiale, alors que la Turquie, alliée de l'Allemagne, était en guerre contre les Russes. Dans ce contexte, les dirigeants turcs ont remis en cause la loyauté des Arméniens, dont la plupart étaient chrétiens orthodoxes. Ils craignaient alors que ceux-ci soient proches de l'Empire russe, les russes étant des chrétiens orthodoxes.
Les Arméniens sont alors assassinés et déplacés car ils incarnent une minorité ethnique de l'Empire ottoman. Ils sont considérés comme des individus de seconde catégorie, ce qui justifie à l'époque leur élimination massive par les Jeunes-Turcs.
Finalement, les survivants arméniens de ce génocide seront dispersés autour du territoire de la Turquie actuelle, notamment en Perse mais également en Arménie russe.
Cette diaspora arménienne est isolée dans des quartiers spécifiques en Iran et est victime de persécutions. Ce n'est qu'avec l'arrivée de Mohammad Reza Pahlavi au pouvoir en 1941 que leur situation devient plus satisfaisante, puisque ce dernier insuffle un projet d'ouverture et de modernisation du pays. De ce fait, les Arméniens sont amenés à occuper des places du pouvoir et à investir des postes haut placés (vice-ministres, députés, sénateurs et fonctionnaires).

### Reconnaissance de la protection des Arméniens
À la suite de ces évènements désastreux, la protection des Arméniens d'Iran est reconnue au même titre que celle d'autres minorités ethniques et religieuses. C'est la Constitution de la République islamique de 1979 qui leur offre la liberté d’accomplir leurs rites religieux et d’enseigner leur religion,.
La communauté arménienne est reconnue et protégée, elle a le droit de disposer de ses propres écoles et hôpitaux. Cette reconnaissance se traduit par différents aspects : dans les lieux communautaires arméniens, femmes et hommes sont mélangés. De surcroît, les femmes ont l'autorisation d'enlever leur voile. Enfin, au même titre que les autres populations chrétiennes, les Arméniens peuvent fabriquer et consommer de l'alcool, tant que ces pratiques sont tenues à l'écart de la communauté musulmane. Ces droits des minorités arméniennes sont inscrits dans l'article 13 de la Constitution de 1979 qui stipule qu'ils sont « dans la limite de la loi, libres d’accomplir leurs rites religieux et d’agir en ce qui concerne leur statut personnel et l’enseignement religieux selon leur liturgie ».
Néanmoins, après la révolution islamique de 1979, la plupart des Arméniens d'Iran auraient quitté le pays. Selon Jean-Pierre Valognes, au moins 50 000 Arméniens auraient fui le pays, seulement 150 000 Arméniens seraient alors restés.

## La communauté arménienne en Iran

### Les Arméniens d'Ispahan et le renouveau artistique

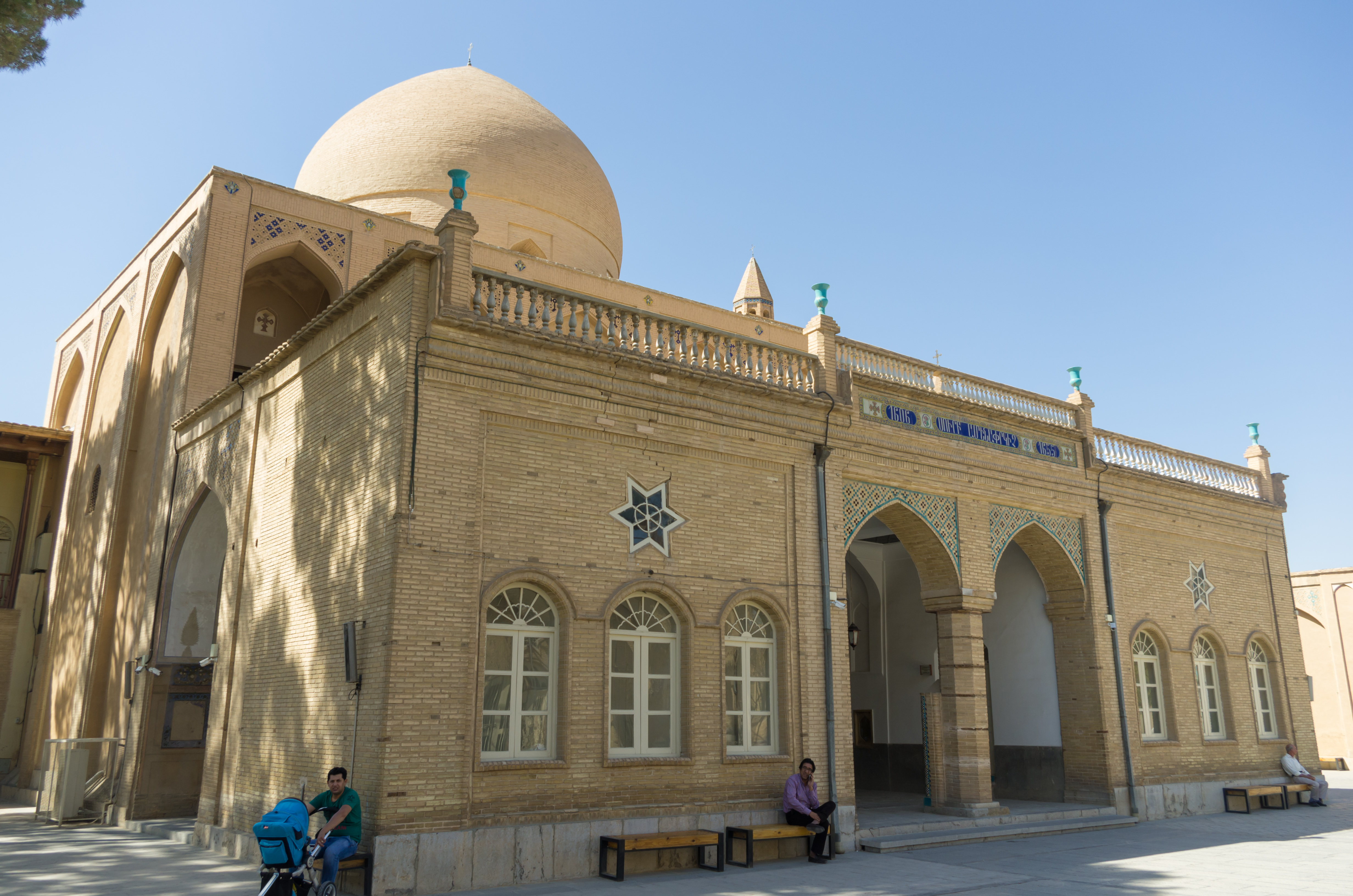
Cathédrale arménienne Saint-Sauveur d'Ispahan.

Les Arméniens d'Iran sont majoritairement concentrés à Ispahan, capitale de la province d'Ispahan.
À Ispahan, les Arméniens contribuent au rayonnement culturel et artistique de l'Iran. En effet, la première imprimerie persane a été créée à Djoulfa en 1641.
Le quartier de la Nouvelle-Djoulfa comprend douze église arméniennes et notamment la cathédrale Saint-Sauveur (ou cathédrale arménienne Vank), la plus célèbre d'Ispahan. Cette cathédrale est celle qui reçoit le plus de visiteurs en Iran. Elle a été édifiée après la déportation des Arméniens à l'initiative du chah Abbas 1er. Sa construction a débuté en 1655 et celle-ci fut ouverte au public une dizaine d'années plus tard, en 1664.
L'intérieur de la cathédrale contient de nombreuses fresques en hommage au martyre de saint Grégoire l'Illuminateur, fondateur de l'Église arménienne. Cette cathédrale renferme un musée qui retrace l'histoire et la culture des Arméniens de la Nouvelle-Djoulfa. Ce musée commémore le génocide arménien de 1915, toujours nié par les turcs.
La cathédrale abrite aussi une bibliothèque qui regorge de manuscrits arméniens.
De plus, la communauté arménienne organise souvent divers évènements culturels en Iran pour montrer son ampleur. Par exemple, Téhéran accueille différents artistes arméniens reconnus, dans son stade Ararat.
De nombreux évènements de musique classique arménienne ont lieu, à l'image des opéras de Loris Tjeknavorian, compositeur iranien d’origine arménienne, célèbre pour son œuvre principale : l’opéra Rostam et Sohrâb. Ces évènements glorifient le patrimoine culturel arménien et donnent une impulsion à la culture chrétienne occidentale.
Ainsi, la communauté arménienne en Iran s'est affirmée comme minorité ethnique, linguistique et culturelle.

### Les Arméniens et le renouveau économique
Les Arméniens participent au développement et à la croissance économique de l'Iran. À titre d'exemple, sous le règne du chah Abbas 1er, la plupart des ambassadeurs envoyés en Europe pour déployer les échanges internationaux du pays sont arméniens.

## Galerie

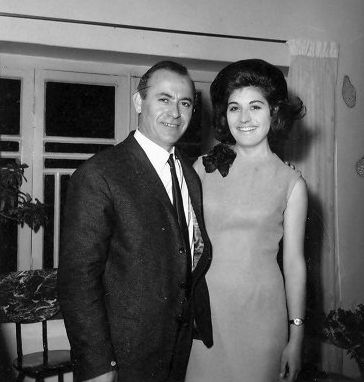
Arman et sa fille, Lorik Minassian
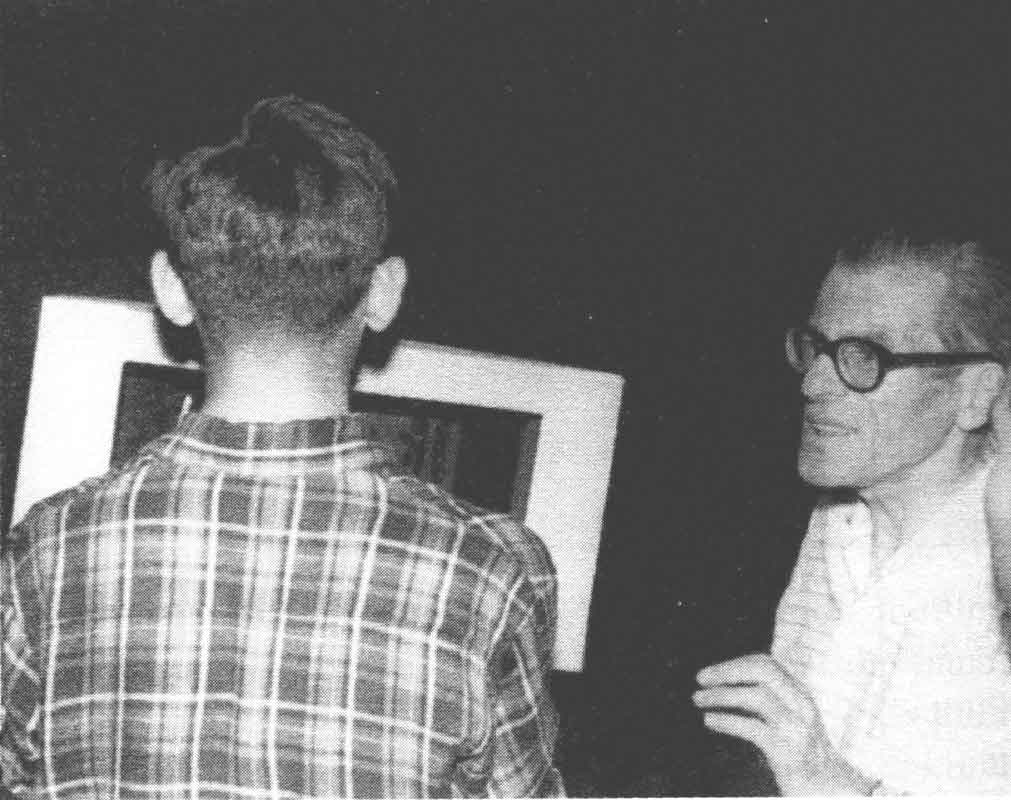
Shahin Sarkissian et Arby Ovanessian